# Feleky Károly
Feleky Károly, született Falkenheim/Frankenstein Károly (Békéscsaba, 1862. január 16. – New York, 1930. október 4.) magyar zenepedagógus, karmester, színházigazgató és a magyar-amerikai kapcsolatokra vonatkozó angol nyelvű hungarika anyag gyűjtője, bibliográfusa.

## Életútja

### Zenei munkássága
Zenei tanulmányokat Budapesten, Bécsben és Lipcsében folytatott. Bécsben karmesterként szeretett volna dolgozni, de nem kapott állást, így zeneoktatásból tartotta fent magát és tanulta az angol nyelvet. Kilátástalan helyzetében 1887-ben nekivágott Amerikának, remélve, hogy ott kap képesítésének megfelelő munkát. Reményeiben nem csalatkozott, New Yorkban a Casino-színház öt évre szerződtette karmesternek, öt évig meg is maradt ebben az állásában, de közben az Erlanger-féle operett-társulat is meghívta magához karmesteri minőségben vidéki turnékra. Az Amerikai Egyesült Államokban is csak a nagyvárosokban volt állandó színház, a vidéket kitűnően megszervezett staggionek látták el.
Az Erlanger-féle társulatnál Feleky egy évtizedig működött. A vándoréletből kezdett elege lenni, ugyanakkor nagyon sok gyakorlatot szerzett a zeneművészetben és a színházszervezésben is és megtelepedett New Yorkban, ahol 1905-től karmester és Serly Lajossal együtt zenei vezető volt Rédey István társulatában, az első félhivatásos New York-i Magyar Színtársulatban. Ő volt az első János vitéz-előadás karmestere a Palm Gardenben. 1907-ben megnyitotta  a »Plymouth Theatre«-t, amely az Unió egyik legelőkelőbb varietészínháza lett, melyben drámai műfajt is játszottak. Közben a magyar operett-előadások karmestere is Feleky Károly volt. A zenei és színházi életben megtalálta a helyét.

### Hungarika gyűjteménye
Magyarságáról nemcsak a zene miatt nem feledkezett meg, hanem gyűjtötte a Magyarországra és az amerikai magyarokra vonatkozó könyveket, újságcikkeket, leveleket, kéziratokat, térképeket, fényképeket, stb. Korán, 1890 körül kezdte a gyűjtést, mint amatőr, s előre maga sem gondolta, hogy mennyi anyagot tud felgyűjteni, amelyet aztán rendszerezett is. Mondhatni, amit keresett a színházakban, azt a gyűjteményére költötte. Feleky gyűjteménye mintegy hétezer kötetet számlált, s ő azt is pontosan nyilvántartotta, hogy mennyit költött a gyűjteményére, 40 év alatt mintegy 36 ezer dollárt fordított az angol nyelvű hungarika anyag beszerzésére. Halála után e gyűjteményt az özvegyétől, Antoinette Feleky zenepszichológustól megvásárolta az amerikai kormány, s létrehozták New Yorkban a Reference Libraryt.
Sajnos a második világháborúban kialakult magyar-amerikai kapcsolat megpecsételte a gyűjtemény sorsát. (Mint közismert Magyarország 1941-ben hadat üzent az Amerikai Egyesült Államoknak.) Az amerikai kormány lefoglalta a gyűjteményt, mint ellenséges idegen anyagot, s New Yorból a Library of Congressbe szállíttatta, s immár rendezetlenül, elzárva és az olvasók számára hozzáférhetetlenül ott várta a sorsát az értékes anyag. A második világháború után történt kísérlet a new-york-i korábbi állapot helyreállítására, ebből csak a gyűjtemény felesleges utaztatása lett. Végül egy részét bedolgozta az amerikai nagy nemzeti könyvtár a saját anyagába, más része a Rutgers State University magyar részlegébe került, ez utóbbi helyen a feldolgozás sokáig váratott magára. Végül sajnálatos módon a gyűjtemény szétszóródott. A gyűjtemény sorsáról angol nyelven olvasatunk szakirodalmat.
Egyetlen nagy szerencse, hogy főleg ezen gyűjtemény segítségével, amikor az még a gyűjtő tulajdonában volt, Kende Géza megírta Magyarok Amerikában című kétkötetes jeles monográfiáját (1927-ben Clevelandben jelent meg először).